# Eichenbusch-Ringelfleckspanner

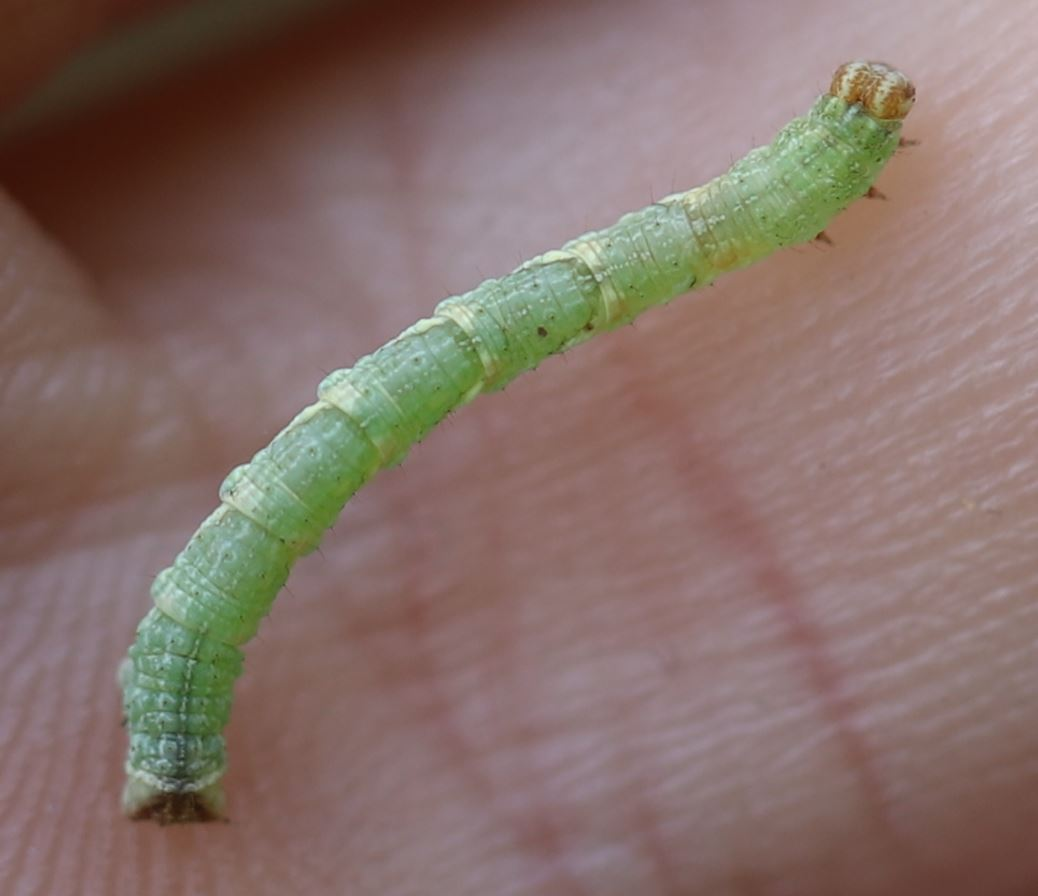
Raupe, grüne Form

Der Eichenbusch-Ringelfleckspanner (Cyclophora porata) ist ein Schmetterling aus der Familie der Spanner (Geometridae). Die Art wurde von Carl von Linné 1767 als Phalaena porata erstbeschrieben. Im Englischen trägt die Schmetterlingsart den Namen „False Mocha“ („falsche Mokka“).

## Merkmale

### Falter
Die Falter besitzen eine Flügelspannweite von 25–30 mm Die Vorderflügel weisen eine hellbraun-rötliche Grundfärbung auf. Die Hinterflügel sind etwas heller. Die Flügel sind grau bestäubt. Die Diskalflecken bilden dunkle Ringe mit weißer Mitte. Eine häufig unscheinbare graugefärbte Mittelbinde verläuft nahe der Diskalflecken. Die innere und die äußere Querlinie ist jeweils in eine Reihe schwarzer Punkte aufgelöst. Der Saum ist mit schwarzen Saumflecken besetzt.

### Raupe und Puppe
Die Raupen können grün oder rotbraun ausfallen. Sie weisen weiße unterbrochene Längsstriche auf. Die Kopfkapsel der grünen Form ist mittig und an den Seiten braungefleckt. Dazwischen verläuft jeweils ein weißer Längsstrich. Das letzte Abdominalsegment ist bei der grünen Form an den Seiten hellgrün, ansonsten dunkelbraun gefärbt. Die Puppe ist hellgrün gefärbt mit jeweils einer breiteren weißen Längslinie an den Seiten.

## Ähnliche Arten
Die Falter sind schwierig von anderen Arten derselben Gattung zu unterscheiden.

## Verbreitung
Cyclophora porata ist in Europa weit verbreitet. Im Norden reicht das Vorkommen bis nach Dänemark und das südliche Schweden sowie die südliche Hälfte von England und Wales. Im Süden reicht das Verbreitungsgebiet von der Iberischen Halbinsel über den Mittelmeerraum bis in den Kaukasus.

## Lebensweise
Die Art bildet zwei Generationen im Jahr. Die Flugzeiten sind Mai bis Juni sowie August bis September. Die Raupen fressen an den Blättern verschiedener Eichen (Quercus), hauptsächlich der Stieleiche (Quercus robur) und der Traubeneiche (Quercus petraea). Die Art überwintert im Puppenstadium.

## Natürliche Feinde
Als ein Larven-Parasitoid wird die Schlupfwespe Pseudoplatylabus uniguttatus aus der Unterfamilie Ichneumoninae genannt.